# Zebibyte
Zebibyte (ZiB) es una unidad de información utilizada como un múltiplo del Byte. Equivale a 270 bytes.

## Historia
Su nombre proviene de la contracción de zetta binary byte.[cita requerida]
Forma parte de la norma ISO/IEC 80000-13, antiguamente IEC 60027-2 (2005).

## Equivalencia

### Byte
1 180 591 620 717 411 303 424 = 270 bytes = 1 zebibyte.